# کاکاتریس
کاکاتریس (Cockatrice) یا باسیلیسک (Basilisk)، موجودی افسانه‌ای با سرِ خروس و تنِ اژدهاست که بر روی دوپا راه می‌رود.

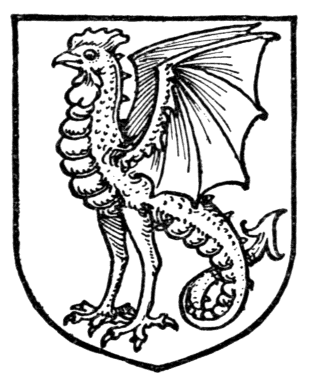
کاکاتریس، موجود افسانه‌ای

## ریشه‌ها
این موجود افسانه ای به‌طور برجسته ای برای قرون متمادی در خیالات و اسطوره‌های مردم انگلیسی زبان وجود داشته‌است.
این موجود به شکل کنونی آن در اواخر قرن چهاردهم مورد اشاره قرار گرفته‌است.
در فرهنگ انگلیسی آکسفورد ریشه کلمه کاکاتریس از زبان فرانسوی کهن ذکر شده که خود برگرفته از زبان لاتین میانه (کلمه کالکاتریکس) است.